# Filipe Bragança
Filipe Bragança Fonseca (Goiânia, 18 de janeiro de 2001) é um ator brasileiro que ficou conhecido por atuar como o personagem Duda, no remake da telenovela Chiquititas.

## Carreira
Estreou em 2013 no remake de Chiquititas como Duda, papel que lhe deu destaque,  e que, na primeira versão brasileira da novela, havia sido interpretado por Paulo Nigro sob o nome de Júlio. Em 2015 gravou o piloto da série Z4. Em 2017 viveu Christian Figueiredo no filme Eu Fico Loko e ganhou o Prêmio Bibi Ferreira de Melhor Ator Revelação no teatro por sua atuação em Les Misérables. Em 2019 interpretou Freddy Prince no filme Cinderela Pop, e foi escalado para Órfãos da Terra, da TV Globo. 
Após ganhar destaque em produções de plataformas de streaming - interpretou Victor (Flávio Tolezani) na juventude em Dom, da Amazon, e Tadeu em Só Se For Por Amor - voltou à Rede Globo em 2023 no remake de Elas Por Elas, interpretando Giovanni, uma adaptação de Gilberto, personagem vivido por Lauro Corona na versão original da trama.

## Filmografia

### Televisão
| Ano  | Título                             | Personagem                    |
| ---- | ---------------------------------- | ----------------------------- |
| 2013 | Chiquititas                        | Eduardo Almeida Campos (Duda) |
| 2017 | Natureza Morta                     | Tim (jovem)                   |
| 2019 | Órfãos da Terra                    | Benjamin Nasser               |
| 2021 | Dom                                | Victor Dantas (jovem)         |
| 2021 | N00b                               | Bruno Almeida                 |
| 2022 | Só Se For Por Amor                 | Tadeu Soares Garcia           |
| 2023 | Elas por Elas                      | Giovanni Aranha Santos        |
| 2023 | Últimas Férias                     | Luiz Neves                    |
| 2023 | Betinho - No Fio da Navalha        | Daniel de Souza               |
| 2024 | Justiça 2                          | Renato Fayete                 |
| 2024 | Meu Sangue Ferve por Você: A Série | Sidney Magal                  |
| 2026 | Coração Acelerado                  | João Raul (Mozão)             |

### Cinema
| Ano  | Título                    | Personagem           | Notas    |
| ---- | ------------------------- | -------------------- | -------- |
| 2017 | Eu Fico Loko              | Christian Figueiredo |          |
| 2019 | Cinderela Pop             | Freddy Prince        |          |
| 2022 | 45 do Segundo Tempo       | João                 |          |
| 2024 | Meu Sangue Ferve por Você | Sidney Magal         |          |
| 2025 | Abá e Sua Banda           | Abá (voz)            | Dublagem |
| 2025 | Perrengue Fashion         | Cadu Pratta          |          |
| 2025 | 100 Dias                  | Amyr Klink           |          |

### Dublagem
| Ano  | Título  | Personagem            |
| ---- | ------- | --------------------- |
| 2021 | Encanto | Camilo Madrigal (voz) |

## Teatro
| Ano  | Título                         | Personagem |
| ---- | ------------------------------ | ---------- |
| 2011 | A Bela Adormecida              |            |
| 2011 | Cambalhotas                    | Zeca       |
| 2012 | Carmina Burana                 |            |
| 2015 | O Livro dos Monstros Guardados |            |
| 2016 | Meninos e Meninas              |            |
| 2017 | Les Misérables                 | Marius     |
| 2018 | O Leão no Inverno              |            |

## Prêmios e indicações
| Ano  | Prêmio                              | Categoria                       | Trabalho                  | Resultado |
| ---- | ----------------------------------- | ------------------------------- | ------------------------- | --------- |
| 2017 | Prêmio Bibi Ferreira                | Melhor Ator ou Atriz Revelação  | Les Misérables            | Venceu    |
| 2017 | BroadwayWorld Brazil Awards         | Ator Revelação                  | Les Misérables            | Venceu    |
| 2017 | Destaque Imprensa Digital           | Destaque Ator Coadjuvante       | Les Misérables            | Indicado  |
| 2019 | Prêmio Bibi Ferreira                | Melhor Ator Coadjuvante em Peça | O Leão no Inverno         | Indicado  |
| 2023 | SEC Awards                          | Melhor Ator em Série Nacional   | Dom                       | Indicado  |
| 2024 | SEC Awards                          | Melhor Ator em Novela           | Elas por Elas             | Indicado  |
| 2024 | Los Angeles Brazilian Film Festival | Melhor Ator                     | Meu Sangue Ferve por Você | Indicado  |

### Outras honras
- Em 2021, eleito na lista "Under 30", os jovens de destaques do Brasil, da revista Forbes na categoria Artes Dramáticas.[22]